# Bíter

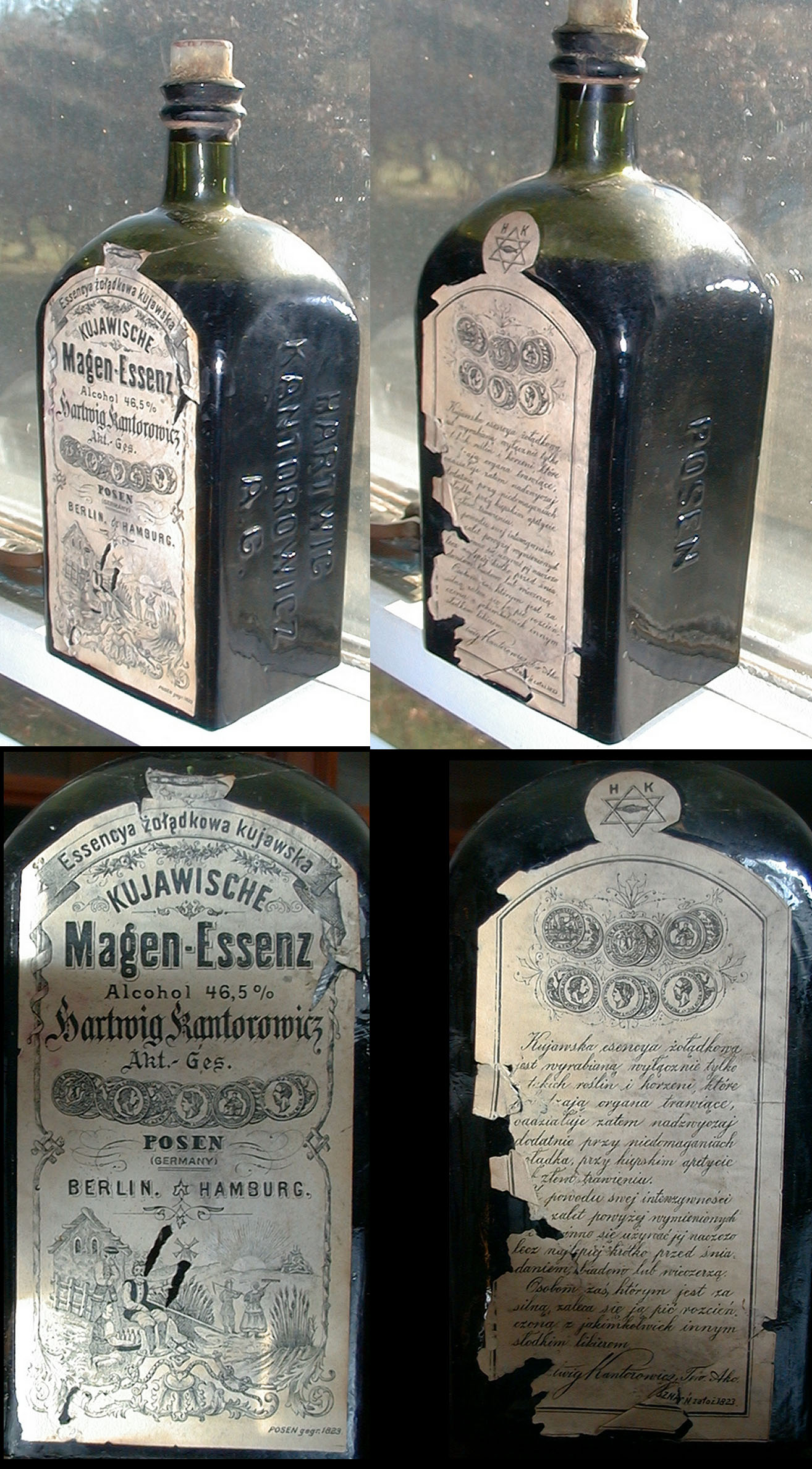
Una botella antigua (probablemente de 1880) de bíter alemán (Posen, actualmente Poznań en Polonia).

Un bíter (del alemán bitter) es una bebida alcohólica aromatizada con esencias de hierbas y que tiene un sabor amargo. Hay numerosas marcas de bíteres que antiguamente se comercializaron como medicamento milagroso pero actualmente se consideran simples aperitivos. Habitualmente tienen un 45% de graduación alcohólica y además de como digestivos, se usan para hacer cócteles.

## Ingredientes

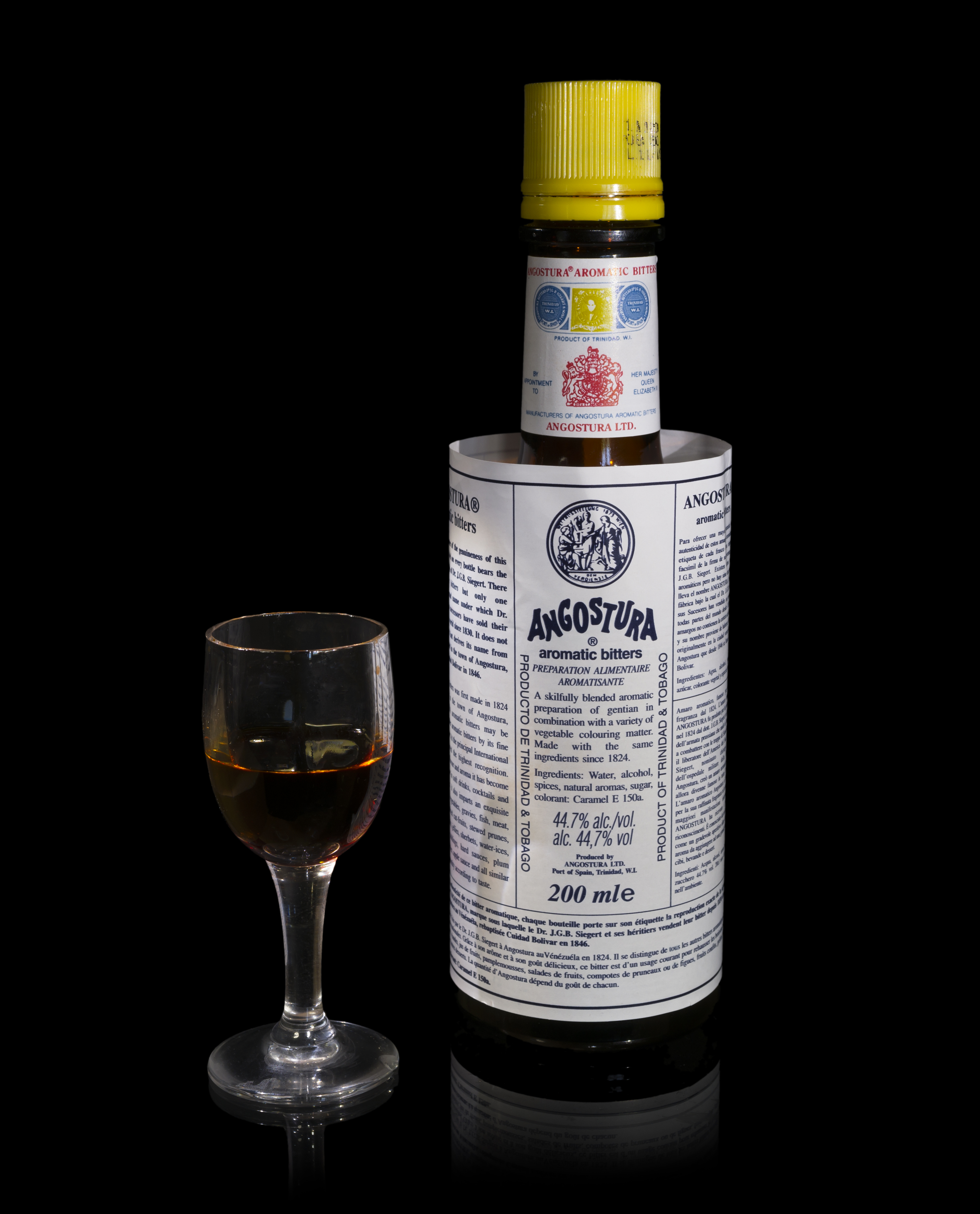
Botella de Bíter aromático de Angostura.

Los bíteres se preparan por infusión o destilación, usando hierbas aromáticas, cortezas, raíces y frutas para darles sabor, propiedades afrodisíacas, medicinales o digestivas. Son ingredientes comunes de los bíteres la angostura, la cascarilla, la cassia, la genciana, la cáscara de naranja y la corteza de quina (cultivada en Perú e Indonesia). El sabor del amargo de Angostura, el suze y el bíter de Peychaud, por ejemplo, procede principalmente de la genciana.
Los bíteres sin alcohol deben su sabor a la Artemisia ludoviciana.
Christopher Hobbs, autor de Foundations of Health enumera como contenido típico de los bítteres la raíz de angélica (Angelica archangelica), la hoja de alcachofa (Cynara scolymus), la piel de naranja amarga (Citrus × aurantium), la hoja de cardo bendito (Cnicus benedictus), la raíz de genciana (Gentiana lutea), la raíz de sello de oro (Hydrastis canadensis), la hoja de ajenjo (Artemisia absinthium) y la flor de milenrama (Achillea millefolium).

## Historia

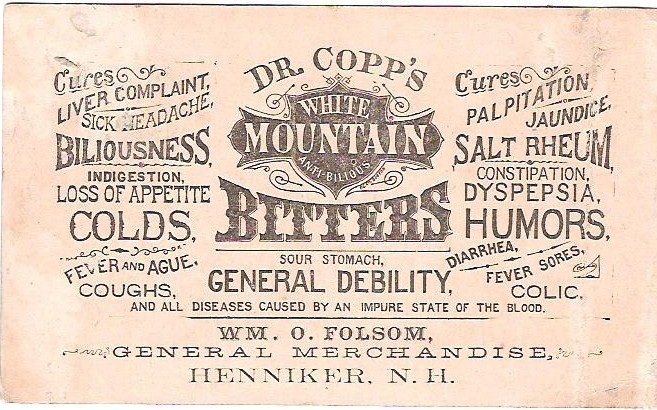
Anuncio de 1883 publicitando mejora para varias enfermedades.

El amargo de Angostura fue elaborado por primera vez en Venezuela en 1824 por un médico alemán, Johann Gottlieb Benjamin Siegert, como remedio para los mareos y el malestar estomacal (aunque sus otros usos médicos habían sido descubiertos mucho antes). Siegert fundó más tarde la House of Angostura, una compañía para comercializar la bebida entre los marinos.
Fue exportada a Inglaterra y Trinidad, donde se usó en distintos cócteles, siguiendo su uso medicinal por parte de la Marina Real Británica en el Pink Gin. El amargo de Angostura y otros bíteres parecidos de genciana pueden tener cierta efectividad aliviando casos leves de náuseas. Se usa para estimular el apetito, tanto de comida como de cócteles. Se emplea tanto en aperitivos como en digestivos.
En las antiguas recetas de cócteles se usaban a veces pequeñas cantidades de quinina, que sigue usándose en concentraciones menores la tónica, usada principalmente con bebidas como la ginebra.

## Variedades
Los bíteres digestivos se consumen típicamente solos (sin rebajar) o con hielo al final de una comida en muchos países europeos y sudamericanos. Algunos, como el Gancia o el Campari, se usan también habitualmente en cócteles.
Los bíteres amargos suelen usarse para aromatizar cócteles en pequeñas cantidades. En los Estados Unidos, muchos cócteles de este tipo quedan fuera de la clasificación de las bebidas alcohólicas, por lo que se venden en tiendas que no tienen licencias para vender licores, como supermercados.
Los bíteres de naranja se hacen con cáscara de naranja amarga, además de diversas especias para mejorar su sabor. Estos bíteres figuran a menudo en recetas antiguas de cócteles.
Aunque casi todos los bíteres tienen alcohol, se han producido y comercializado algunas variedades sin éste.